# Jezioro Grzymisławskie
Jezioro Grzymisławskie – jezioro polodowcowe w województwie wielkopolskim, w powiecie śremskim, w gminie Śrem. 

## Charakterystyka
Jezioro położone jest na Pojezierzu Krzywińskim, w wąskiej i głębokiej rynnie, brzegi niezalesione, linia brzegowa nierozwinięta. Dostępne dla: wędkarzy, żeglarzy, plażowiczów (plaża w Śremie), organizowane były na nim mistrzostwa motorowodne Europy lub Świata.
Nad jeziorem w Śremie znajduje się Plaża Miejska ze strzeżonym kąpieliskiem wygrodzonym pływającymi pomostami, wypożyczalnią sprzętu wodnego oraz barem. Obok znajduje się stanica Wodnego Ochotniczego Pogotowia Ratunkowego. Dalej położona jest Przystań żeglarska Odlewnik, która należy do Klubu Żeglarskiego Odlewnik. Wyposażeniem przystani są: jacht pełnomorski klasy "Carter" (Hipolit), 3 śródlądowe jachty kabinowe, 5 omeg, 5 Finnów oraz inny sprzęt pływający będący własnością prywatną członków klubu; pomost cumowniczo-manewrowy i hangary.

## Morfometria
Powierzchnia zwierciadła wody według różnych źródeł wynosi od 175,0 ha do 183,9 ha
Zwierciadło wody położone jest na wysokości 69,7 m n.p.m.. Średnia głębokość jeziora wynosi 3,0 m, natomiast głębokość maksymalna 11,2 m.
W 2004 czystość wody w jeziorze została oceniona jako pozaklasowa.